# Bohnenloch
Das Bohnenloch sind zwei Erdfälle auf dem Großen Ettersberg bei Weimar. Am Bohnenloch sind Schautafeln angebracht, die schematisch den Senkungsprozess darstellen.
Bohnenloch im Mittelhochdeutschen bedeutet  sumpfiger Grund im Wald.
Nicht weit von der Blutstraße, die zum KZ Buchenwald führt liegt das Bohnenloch. Zwei wassergefüllte Erdfälle, an deren Rand nach der Mitte geneigte Bäume den bis in jüngste Zeit fortdauernden Senkungsprozess dokumentieren. Die Erdsenken dieses Geotops wurden als Wechselfolge von plattigen und bankigen Kalksteinen und Tonsteinzwischenlagen; mm: dolomitische Kalksteine, Dolomitsteine, dolomitische Mergelsteine, primär sind Anhydrit, Gips und Steinsalz ausgebildet. Im Bohnenloch gibt es u. a. die Flache Federkiemenschnecke (Valvata cristata), die O. F. Müller schon 1774 nachgewiesen hatte. Diese Spezies ist vom Aussterben bedroht und steht daher auf der roten Liste.
Das Bohnenloch steht auf der Liste der Naturdenkmale in Weimar und auf der Liste der Geotope in Weimar. Das Schutzobjekt hat die Größe von 1,17 ha.